# Instytut Nauk o Polityce Uniwersytetu Rzeszowskiego
Instytut Nauk o Polityce Uniwersytetu Rzeszowskiego – jeden z pięciu instytutów Kolegium Nauk Społecznych Uniwersytetu Rzeszowskiego.

## Historia
Instytut Nauk o Polityce (wcześniej Katedra Politologii) funkcjonuje w ramach Kolegium Nauk Społecznych Uniwersytetu Rzeszowskiego. Do końca września 2019 r. Instytut funkcjonował na Wydziale Socjologiczno-Historycznym.

## Główne kierunki badań
Podstawą rozwoju Instytutu są badania naukowe. Koncentrują się one wokół aktualnej problematyki społeczno-ekonomicznej związanej z:
- badania porównawcze systemów politycznych w Europie,
- aspekty instytucjonalno-prawne polityki zagranicznej państw współczesnych,
- mniejszości narodowe i etniczne w Europie Środkowej,
- wymiar krajowy, regionalny i lokalny polityki społecznej i gospodarczej Polski,
- nowe modele, kierunki i instrumenty rozwoju lokalnego i regionalnego,
- rola mediów i komunikowania społecznego w procesie współrządzenia,
- ewolucja ideologiczna partii politycznych w Polsce oraz jej znaczenie dla kształtu współczesnej rywalizacji politycznej.

## Poczet dyrektorów
1. prof. dr hab. Henryk Cimek (2001–2012)
2. prof. dr hab. Agnieszka Pawłowska (2012–2020)
3. dr hab. Krzysztof Żarna, prof. UR (od 2020)

## Władze Instytutu
Władze Instytutu Nauk o Polityce od 1 września 2020:
| Stanowisko         | Imię i nazwisko                   |
| ------------------ | --------------------------------- |
| Dyrektor           | dr hab. Krzysztof Żarna, prof. UR |
| Zastępca Dyrektora | dr hab. Przemysław Maj, prof. UR  |
| Zastępca Dyrektora | dr Maciej Milczanowski            |

## Struktura organizacyjna

### Zakład Administracji Publicznej i Polityki Społecznej
Samodzielni pracownicy naukowi:
- prof. dr hab. Agnieszka Pawłowska – kierownik Zakładu
- dr hab. Bogusław Kotarba, prof. UR

### Zakład Stosunków Międzynarodowych i Praw Człowieka
Samodzielni pracownicy naukowi:
- dr hab. Bartosz Wróblewski, prof. UR – kierownik Zakładu
- dr hab. Grzegorz Bonusiak, prof. UR
- dr hab. Krzysztof Żarna, prof. UR

### Zakład Myśli Politycznej i Teorii Polityki
Samodzielni pracownicy naukowi:
- dr hab. Tomasz Koziełło, prof. UR – kierownik Zakładu
- dr hab. Przemysław Maj, prof UR

### Zakład Systemów Politycznych i Medialnych
Samodzielni pracownicy naukowi:
- dr hab. Sabina Grabowska, prof. UR – kierownik Zakładu

### Zakład Polityki Bezpieczeństwa
Samodzielni pracownicy naukowi:
- dr hab. Andrzej Zapałowski, prof. UR – kierownik Zakładu

### Zakład Bezpieczeństwa Narodowego i Wewnętrznego
Samodzielni pracownicy naukowi:
- dr hab. Leszek Pawlikowicz, prof. UR – kierownik Zakładu